# Hubert Biernat
Hubert Biernat (* 11. Juni 1907 in Heeren; † 30. Oktober 1967 in Unna) war ein deutscher Politiker (SPD). Er war von 1950 bis 1956 Regierungspräsident in Arnsberg und von 1956 bis 1958 Innenminister von Nordrhein-Westfalen.

## Leben
Nach dem Schulbesuch absolvierte Biernat eine kaufmännische Lehre und besuchte die Verwaltungsakademie in Dortmund. Anschließend arbeitete er als Buchhalter, Werbekorrespondent und Betriebsleiter sowie als kaufmännischer Angestellter. Biernat schloss sich der  Sozialistischen Arbeiter-Jugend (SAJ) an, war aktiv in der Arbeiter-Sportbewegung und im Reichsbanner Schwarz-Rot-Gold. 1926 wurde er Mitglied der SPD und arbeitete hauptamtlich für die sozialdemokratische Presse; von 1930 bis 1933 als Redakteur bei der sozialistischen Tageszeitung Der Hammer.
Im Juni 1933 emigrierte er über die Niederlande nach Belgien, kehrte aber im Herbst nach Deutschland zurück. Im Mai 1940 musste er seinen Militärdienst antreten, den er überwiegend auf Schreibstuben versah. 1945 wurde er Leiter der Kreis-Agentur Unna der Westfälischen Rundschau und baute einen Zeitungsvertrieb sowie einen Buch- und Zeitschriftenhandel auf.
Er wurde 1945 SPD-Parteisekretär und war von 1957 bis 1961 Mitglied im SPD-Parteirat von Nordrhein-Westfalen. Von 1946 bis 1950 und von 1958 bis zu seinem Tode war er Mitglied des nordrhein-westfälischen Landtags. 1947/48 gehörte er dem Zonenbeirat der britischen Besatzungszone als stellvertretendes Mitglied an.
Von 1946 bis 1950 war Biernat kommunalpolitisch als Landrat im Kreis Unna tätig. Von 1950 bis 1956 war er Regierungspräsident in Arnsberg. Von Februar 1956 bis Juli 1958 amtierte er als Innenminister in der von Ministerpräsident Fritz Steinhoff geführten Landesregierung. Nach dem Ausscheiden aus dem Kabinett war er erneut von 1961 bis 1964 Landrat im Kreis Unna.

## Ehrungen
Im Jahre 1963 wurde ihm das Große Bundesverdienstkreuz mit Schulterband und Stern verliehen.
In Bergkamen, Fröndenberg, Kamen-Heeren und Unna sind Straßen nach ihm benannt.

## Veröffentlichungen
- Im Mittelpunkt der Mensch – Ansprachen, Briefe, Reden. Wuppertal 1968.